# Rosalind Ayres
Pour les articles homonymes, voir Ayres.
Rosalind Ayres (née le 7 décembre 1946 à Birmingham) est une actrice, réalisatrice, productrice britannique.
Active depuis les années 1970, elle est connue en particulier pour son rôle de Lucy Christina Duff Gordon dans le film Titanic de James Cameron en 1997.

## Filmographie
- 1973 : That'll Be The Day : Jeanette
- 1973 : The Lovers! : Veronica
- 1974 : Frissons d'outre-tombe (From Beyond the Grave)
- 1974 : Little Malcolm : Ann Gedge
- 1974 : Stardust : Jeanette
- 1974 : Coronation Street 	Judy Cookson / Alison Wright / Jasmine 	(série TV)
- 1976 : Laurence Olivier Presents: Hindle Wakes
- 1976 : The Slipper and the Rose : Isobella
- 1980 : Cry Wolf 	Maria Moore
- 1980 : Agony
- 1985 : Juliet Bravo (en) : Linda Markham
- 1992 : Emily's Ghost : Mama
- 1994 : Prince noir (Black Beauty) : Mistress Gordon
- 1996 : Police Story 4: First Strike
- 1997 : Titanic 	: Lady Duff Gordon
- 1998 : Ni dieux ni démons (Gods and Monsters) : Elsa Lanchester
- 1998 : Heartbeat : Ann Marsden
- 1999 : Beautiful People : Nora Thornton
- 2001 : Christmas in the Clouds : Mabel
- 2003 : Trevor's World of Sport : Theresa 	(série TV)
- 2017 : Hampstead : Susan

## Jeux vidéo
- 2005 : Age of Empires III Queen Elizabeth (voix)
- 2011 : Uncharted 3 : L'Illusion de Drake : Katherine Marlowe (voix)

## Radio
Rosalind Ayres a prêté sa voix et a coproduit des dramatiques radios sur la BBC, aventures de James Bond telles que Goldfinger, Bons Baisers de Russie ou Opération Tonnerre.